# Ett hem
Ett hem är en bok från 1899 av den svenske målaren Carl Larsson. Den består av en inledande text där Larsson beskriver sitt familjeliv i stugan Lilla Hyttnäs i byn Sundborn utanför Falun. Sedan följer 24 akvarellmålningar från huset och familjen Larssons tillvaro. Bokens syfte var enligt texten att tjäna som ett föredöme för hur man kan inreda sitt hem väl.

## Målningar
- Timmerrännan
- Bron
- Grinden
- Stugan
- Verandan
- Matsalen
- Gamla Anna
- Mellan jul och nyår
- När barnen lagt sig
- Skamvrån
- Blomsterfönstret
- Lathörnet
- Köket
- Ateljén, ena hälften
- Ateljén, andra hälften
- Pappas rum
- Mammas och småflickornas rum
- Britas tupplur
- Gården och brygghuset
- Ett bra badställe
- Kräftfångst
- Frukost under stora björken
- Namnsdag på härbret
- Sundborns gamla kyrka

Ej med i 1899 års bok
- Lisbeth metar
- Friluftsateljé

## Mottagande
Karl Wåhlin framhävde i sin recension i Ord och Bild det ljusa och friska i bilderna och hur Larssons hem gör ett ihållande intryck genom sin kontrast mot "det moderna hemmets vanliga bric-à-bric-utseende".
Boken blev en stor framgång och makarna Larssons inredning, med sin blandning av svensk hantverkstradition och internationellt moderiktig jugend, hade ett varaktigt inflytande på svenska hem. Ett hem är den mest kända av Larssons konstböcker. Han skildrade senare även sitt hem i böckerna Larssons från 1902 och Åt solsidan från 1910. En tysk antologi, Das Haus in der Sonne ("huset i solen"), gavs ut 1910 och sålde 250 000 exemplar de första tolv åren.

## Galleri

Timmerrännan
Bron
Grinden
Stugan
Matsalen
Gamla Anna
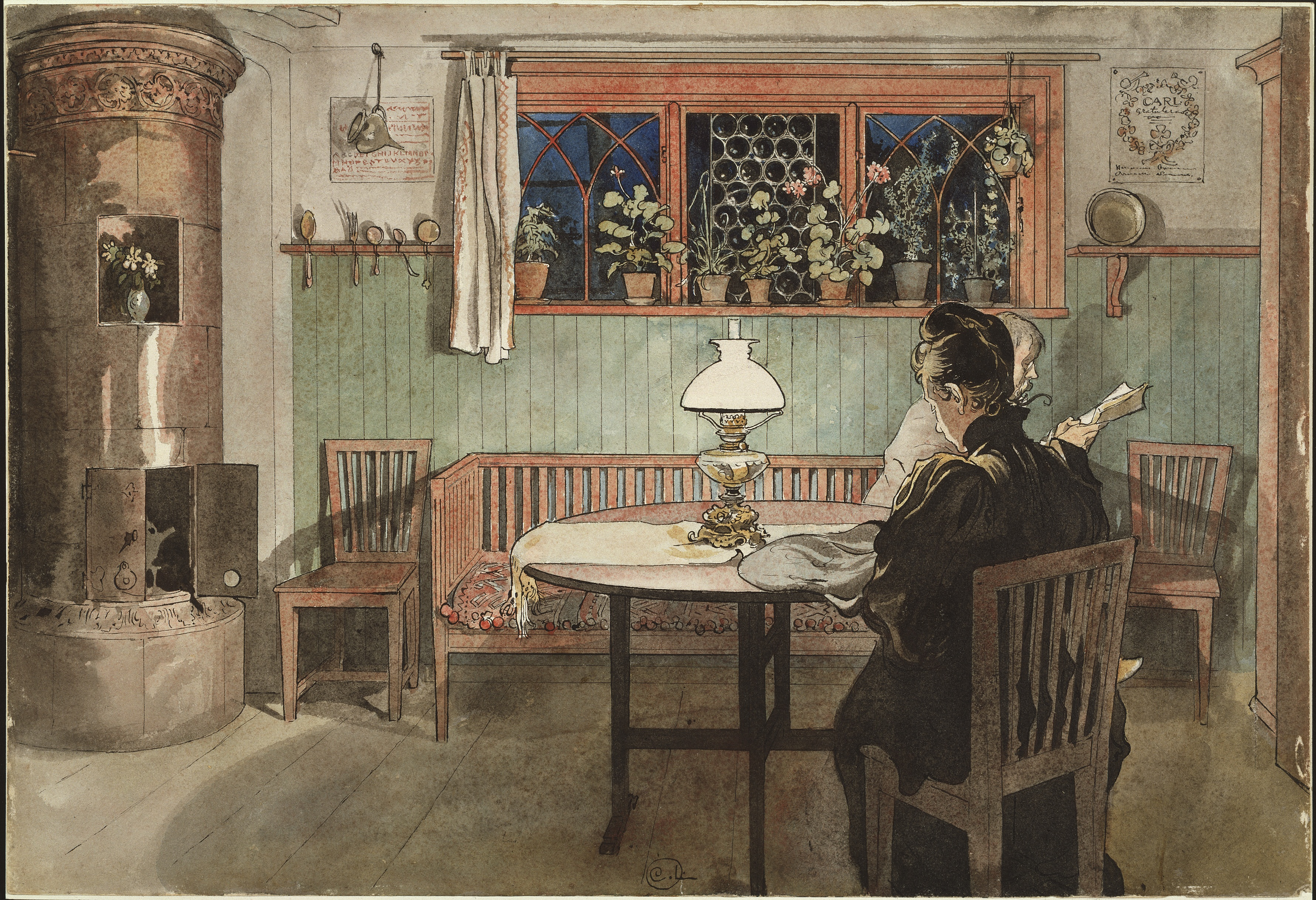
När barnen lagt sig
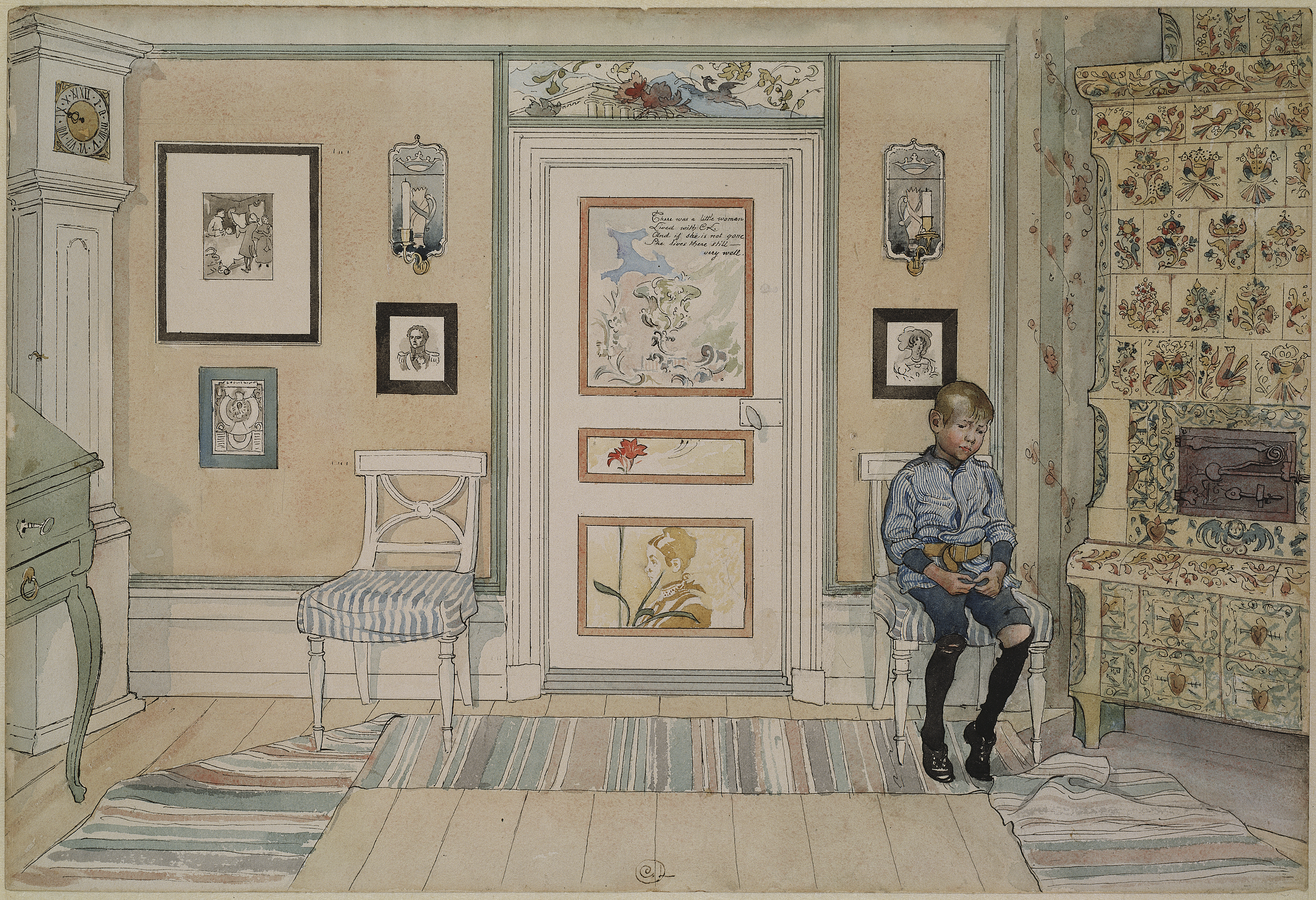
Skamvrån
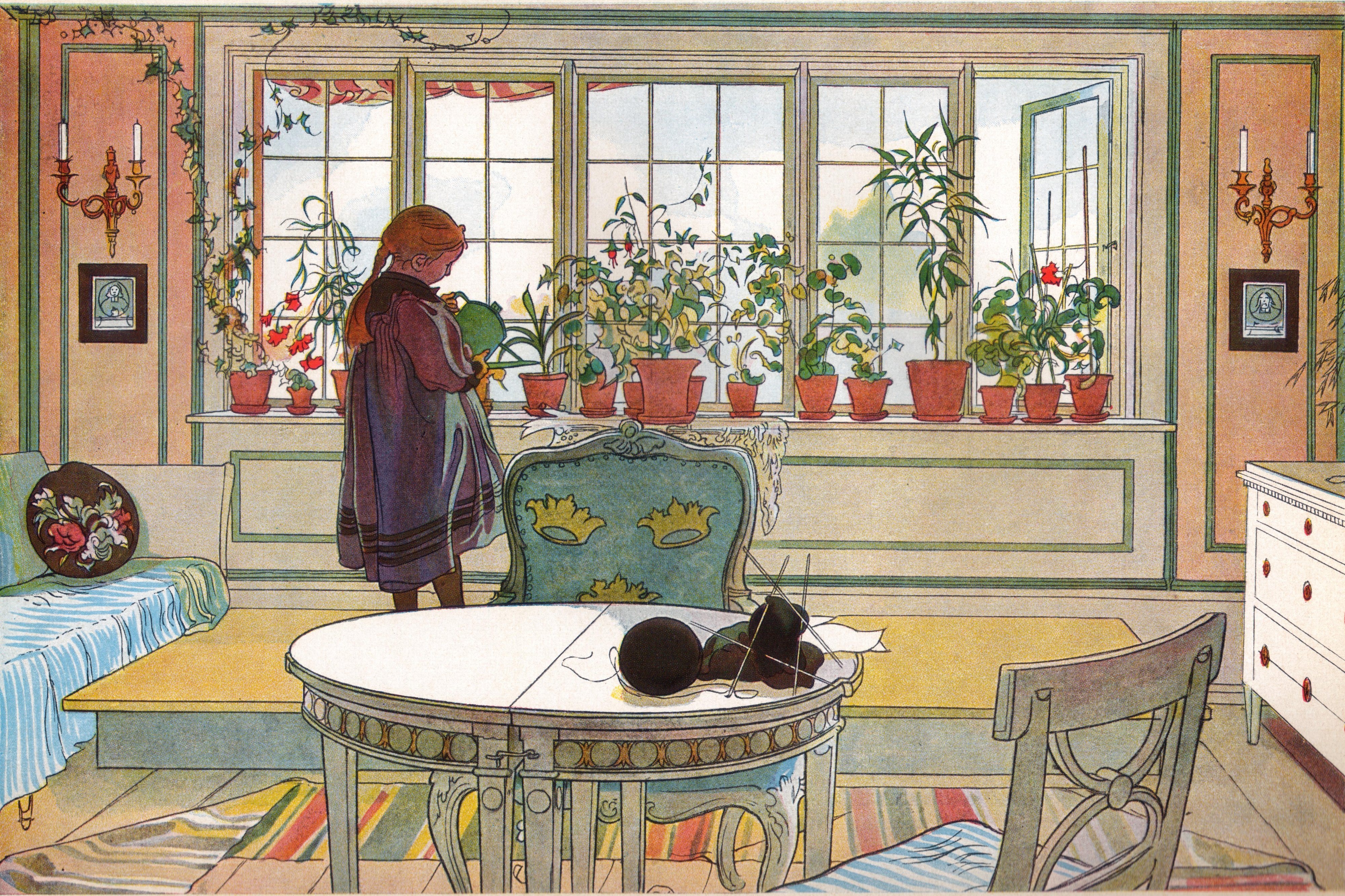
Blomsterfönstret
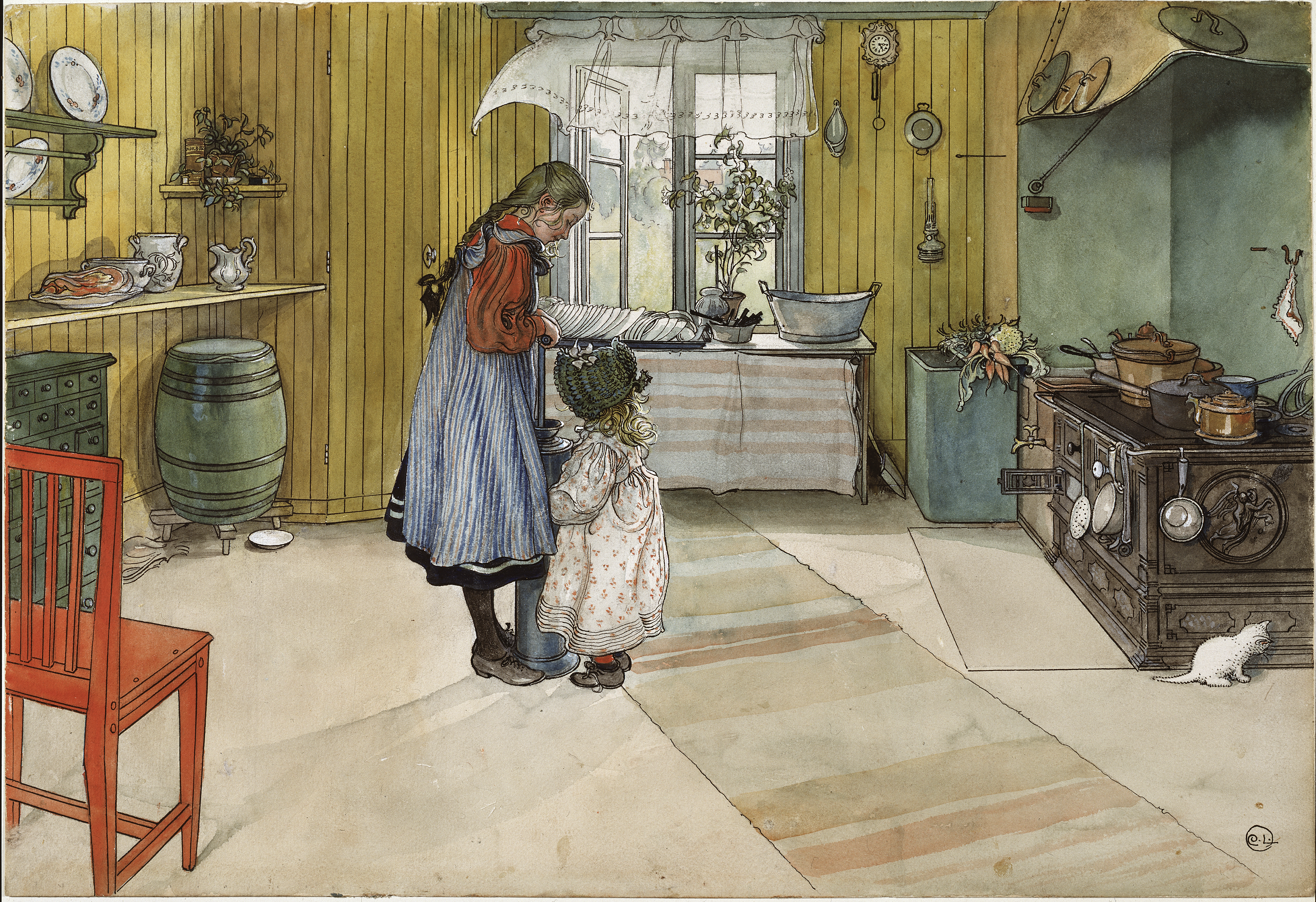
Köket
Mammas och småflickornas rum
Gården och Brygghuset
Ett bra badställe
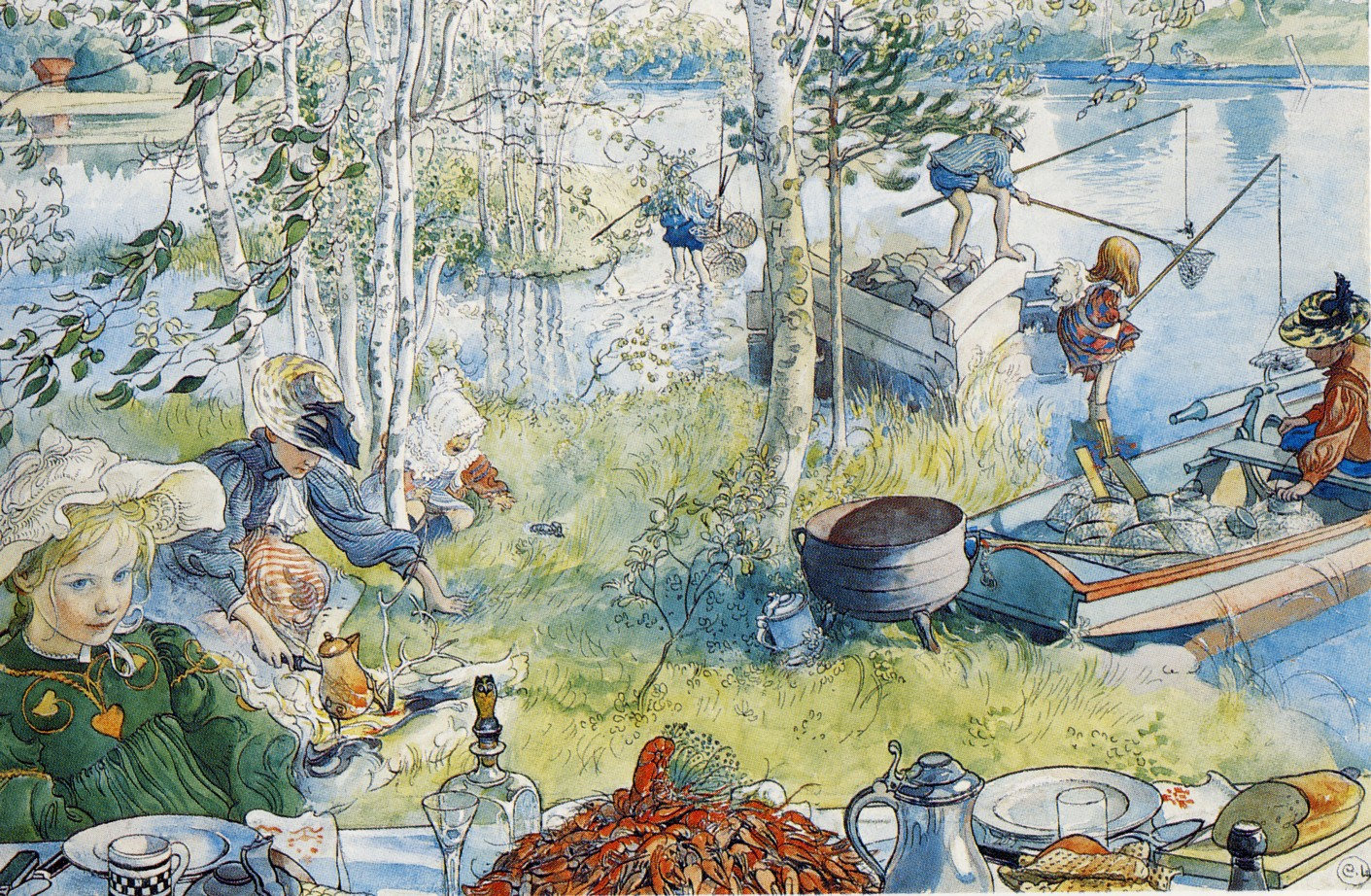
Kräftfångst